# Бозониди
Бозонидите (Bosoniden) са аристократична фамилия от 9 и 10 век в Италия и Бургундия. Произлизат от Бозон Стари граф на Арл.
Най-известни членове на фамилията са:
1. Бозон Стари († пр. 855), граф на Арл, граф в Италия; ∞ Ирментруда
  1. Бозон († 874/878), 870, граф на Италия; ∞ Енгелтрудa от Орлеан
    1. 2 дъщери

  2. Хугберт, херцог на Горна Бургундия
    1. Теотбалд от Арл (* 850/860; † юни 887/895), граф на Арл; ∞ 879 Берта, извънбрачна дъщеря на Лотар II
      1. Хуго I Арлски († 10 април 947), 903 граф на Виен, 926 крал на Италия; ∞ I Вила Бургундска, вдовица на Рудолф I, крал на Бургундия (Велфи); ∞ II 924 Алда Стара (* 910; † пр. 932); ∞ III 932 Марозия; ∞ IV 12 декември 937 Берта от Швабия
        1. Алда Млада (* 925; † 954); ∞ 936 patricius и princeps Алберих II Сполетски († 14 май 964), син на Марозия
          1. Октавиан (* 937 или 939; † 964), римски папа Йоан XII (955-964)

        2. Лотар II, 946–950 крал на Италия; ∞ Аделхайд Бургундска, която 951 се омъжва за императорa от 962 Ото I
          1. Ема Италианска (* 948; † 12 октомври сл. 988); ∞ Лотар IV, крал на Западно-Франкското кралство
            1. Луи V (967-987), крал на Франция

        3. Берта/Евдокия (майка: Пецола, 926/930 доказана) († есента 949); ∞ 944 Роман II, 959 император на Византия († убит 15 март 963), (Македонска династия)
        4. Бозон (майка: Пецола), († май 949/951), 941 епископ на Пиаченца и ерцканцлер на Свещената Римска империя
        5. Ротлинда (майка: Ротруд, † сл. 29 март 945), († сл. 10 октомври 1001); ∞ I пр. 29 март 945, граф Елизиард († пр. септември 948); ∞ II 950 Бернард граф на Павия († 976/1001)
        6. Теобалд (майка: Стефания), пр. 948/961 архидякон на Милано
        7. Готфрид (майка неизвестна), игумен на Нонантола

      2. Бозон от Тоскана († сл. 936), 931–936 маркграф на Тусция; ∞ Вила, 936 доказана, дъщеря на Рудолф I, крал на Бургундия (Велфи).
        1. Теутберга († пр. септември 948); ∞ Варнарий, 895/896 граф на Троа
        2. Берта († сл. 18 август 965), ∞ I 928 Бозон I, граф на Прованс; ∞ II 936 Раймунд граф на Rouergue († 961/965), маркграф на Септимания, 936 херцог на Аквитания
        3. Вила Тосканска († сл. 963); ∞ 930/931 Беренгар II, 924 маркграф на Иврея, 950-961/962 крал на Италия (Дом Бургундия-Иврея)
        4. Рихилда
        5. Гисла

      3. Теутберга († пр. септември 948); ∞ Варнарий, 895 вицеграф на Сенс, 895/896 граф на Троа

  3. Теутберга († пр. 25 ноември 875), игуменка; ∞ 855, разведена 862 от Лотар II, крал на Лотарингия (Каролинги)
  4. Рихилда от Арл; ∞ Бувин, 842/862 граф на Метц, игумен на Горзе (Бувиниди)
    1. Бозон Виенски (Провански) († 1 ноември 887), 870 граф на Виен, 876 херцог на Италия, 879 крал на Долна Бургундия, ∞ март/юни 876 Ерменгарда (* 852/855, † 896 пр. 22 юни), дъщеря на крал и император Лудвиг II (Каролинги)
    2. Рихилда Прованска († 910/914), ∞ 22 януари 870 втора съпруга на Карл II Плешиви
    3. Рихард I Застъпник, † 921, 876 граф на Отун, 880 херцог на Бургундия; ∞ Аделхайд, 921-928/929 доказана, сестра на Рудолф I крал на Бургундия (Велфи)
    4. Радберт, 859/879, епископ на Валанс
    5. дъщеря ∞ NN